# Emma Watson
Emma Charlotte Duerre Watson (Párizs, 1990. április 15. –) angol filmszínésznő, modell, feminista aktivista és filantróp. Gyermekként a Harry Potter filmsorozatok egyik főszereplője volt, majd címlapfotók készültek róla és számos stílusdíjat is elnyert, valamint később több filmszerepet is kapott.
Párizsban született, de már Oxfordshire-ban nevelkedett. Tanulmányait az oxfordi bentlakásos Dragon Schoolban kezdte, ahol színészi pályára készítenek fel, túlnyomórészt 4–7 és 8–13 éves korosztályoknak, majd a Stagecoach Theatre Arts színészeti iskolában éneket és táncot tanult. Első jelentős szerepét az azonos című regényből készült Harry Potter és a bölcsek köve című filmben kapta, amelyben az egyik főszereplőt, Hermione Grangert alakította. Watsont kilencévesen választották ki Hermione szerepére, a korábban kizárólag iskolai darabokban játszott. 2001-től 2011-ig mind a nyolc Harry Potter-filmben szerepelt, Daniel Radcliffe és Rupert Grint oldalán. Watson a filmeknek köszönhetően számos díjat elnyert, és több mint 10 millió fontot keresett.
2007-ben Watson a Balettcipők című televíziós produkció egyik főszerepében tűnt fel, illetve a Kate DiCamillo könyve alapján készült 2008-as Cincin lovag című animációs film egyik szereplőjének kölcsönözte a hangját. 2010-ben az Egy hét Marilynnel című filmet forgatta Lucy szerepében, 2011 májusától pedig az Egy különc srác feljegyzéseit az Egyesült Államokban. Modellkedett többek között a Burberrynek és a People Tree-nek is, 2011-ben pedig a Lancôme reklámarca lett. 2012-ben az Egy különc srác feljegyzései című műben szerepelt és önmagát alakította az Itt a vége című darabban, ugyanebben az évben. 2014-ben a címszereplő lányát alakította a Noéban, 2017-ben pedig Belle-t alakította a Walt Disney nagy sikerű A szépség és a szörnyeteg élőszereplős filmadaptációjában.
2011-től 2014-ig Watson idejét megosztva a filmezés mellett befejezte tanulmányait a Brown Egyetemen és az oxfordi Worcester College-ben, majd 2014 májusában angol nyelvből diplomát szerzett. Modellkarrierje során részt vett a Burberry és a Lancôme divat-, illetve parfümöket gyártó óriásvállalatok kampányában is. Divattanácsadóként a People Tree számos kollekciójának létrejöttében közreműködött. 2014-ben a BAFTA az év brit művésze díjjal tüntette ki. Ugyanebben az évben lett az UN Women nevű esélyegyenlőségi szervezet jószolgálati nagykövete és segédkezett a HeForShe elnevezésű szolidaritási kampányban, ami a férfiakat szólítja fel arra, hogy támogassák a nemek közti egyenlőséget.

## Gyermekkora
Emma Watson Párizsban született Jacqueline Luesby és Chris Watson angol jogászok lányaként. Ötéves koráig élt a francia fővárosban. Szülei fiatal korában elváltak, Watson pedig édesanyjával együtt visszaköltözött Angliába, Oxfordshire-ba, míg a hétvégéket apjánál töltötte Londonban. Egy alkalommal kijelentette, hogy beszél franciául, bár azt elismerte, hogy „már nem úgy, mint régen”. Hatéves korában eldöntötte, hogy színésznő akar lenni, így beiratkozott az oxfordi bentlakásos Dragon Schoolba, és emellett a Stagecoach Theatre Artsban képezte magát, ahol énekelni és táncolni tanult, és színpadi gyakorlati oktatásban is részesült.
2003-ig maradt Oxfordshire-ban, tízévesen végzett a Stagecoach-ban, ahol olyan iskolai darabokban játszott, mint az Arthur: A fiatal évek és a Boldog herceg, igaz, a Harry Potter előtt sohasem játszott filmes szerepben. Tanulmányait a Headington Schoolban folytatta. 2006 júniusában érettségizett, tíz tárgyból nyolc A* és két A besorolású minősítéssel.

## Színészi pályafutása

### A kezdetek és az áttörés

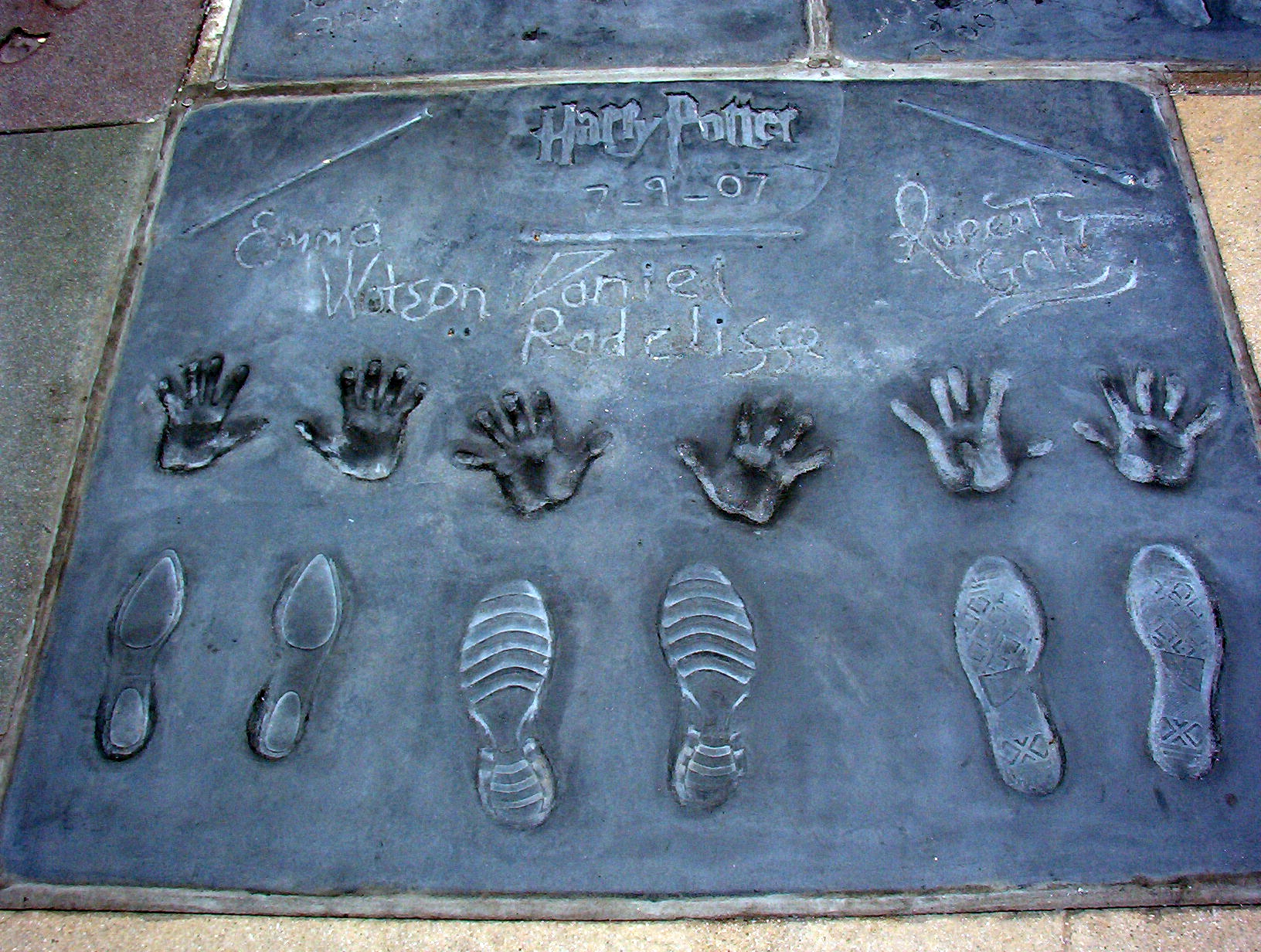
Kéz-, cipő- és pálcalenyomatok: (balról jobbra) Emma Watson, Daniel Radcliffe és Rupert Grint a Grauman’s Chinese Theatre-ben 2007-ben

1999-ben megkezdődött a Harry Potter és a bölcsek köve című film szereplőválogatása. A készítők nagy gondot fektettek a címszereplő mellett a másik két legfontosabb főszereplőt, Hermione Grangert és Ron Weasleyt alakító színészek kiválasztására. Egy színészi közvetítőirodából néhány ember ellátogatott Watson iskolájába is, ahol Hermione szerepére kerestek megfelelő kislányt. Osztályfőnöke őt és pár osztálytársát javasolta Hermione szerepére. Watson sok ezer lánnyal versenyezve végül megkapta a szerepet, és mint utóbb kiderült, Rowling már a személyes találkozó előtt, egy próbafelvétel megtekintése után tudta, hogy Watson a legmegfelelőbb gyerek a szerepre.
Watson 2001-ben tűnt fel először Hermione Granger szerepében a Harry Potter és a bölcsek köve című filmben. A kritikusok elismerően nyilatkoztak az alakításáról, amiért több díjra is jelölték. A film rekordokat döntött, a nyitó napi jegyértékesítéseket és a nyitó hétvégi bevételeket tekintve is ez volt a legjobb film 2001-ben. A Daily Telegraph „csodálatra méltónak” írta le produkcióját, az IGN véleménye szerint pedig „ellopta a show-t” a többi szereplő elől. Watsont öt díjra jelölték, és elnyerte a Young Artist Awardot, azaz a legjobb 18 év alatti televíziós, film, színházi és zenei tehetségek számára kiosztott elismerést.
Egy évvel később a Harry Potter és a Titkok Kamrája című filmben ismét eljátszotta Hermione szerepét. Habár a film vegyes fogadtatásban részesült, Watson alakítása összességében pozitív kritikákat kapott. A The Los Angeles Times szerint Watson és két főszereplőtársa sokat fejlődött az előző filmhez képest, míg a The Times elmarasztalta Chris Columbus rendezőt, amiért Watson karaktere lényegesen kevesebb szerepet kapott a könyvhöz képest. Watson ebben az évben elnyerte a német Die Welt magazin Ottó-díját a filmben nyújtott alakításáért.

### A Harry Potter sorozatban

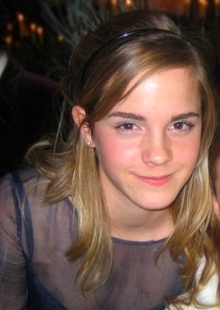
Watson a Harry Potter és a Tűz Serlege premierjén 2005 novemberében

2004-ben mutatták be a Harry Potter és az azkabani fogoly című epizódot. Watson ezúttal sokkal több szerepet kapott a filmben, elmondása szerint fantasztikus volt eljátszania Hermione karizmatikus karakterét. Bár Radcliffe teljesítményét lehúzták, Watson alakításáról ismét elismerően nyilatkoztak a kritikusok. „[…] Harry is fitogtatja ugyan egyre bővülő mágikus képességeit, de a legnagyobb tapsot Hermione kapta, ahogy orrbavágta Draco Malfoyt.” Bár az Azkabani fogoly bizonyult a legkisebb bevételt hozó Harry Potter filmnek, Watson két Ottó-díjat, valamint Az év gyerekelőadója-díjat is a magáénak tudhatta.
A 2005-ben bemutatott Harry Potter és a Tűz Serlege című film mérföldkövet jelentett mind Watsonnak, mind pedig a filmsorozatnak. A film rekordbevételeket produkált, megelőzve ezzel világviszonylatban a Star Wars III. rész – A sithek bosszúja című filmet is. Watson elmondása szerint sok humoros jelenetben játszott, és különösen élvezte a „veszekedős jeleneteket”. Produkcióját a New York Times „meghatóan őszintének írta le”. Összesen három díjra jelölték a Tűz serlegében nyújtott alakításáért, ezek közül a bronz Ottó-díjat nyerte el. Ugyanebben az évben ő volt a legfiatalabb, aki feltűnt a Teen Vogue című magazin címlapján. 2006-ban játszott egy speciális mini Harry Potter-epizódban, amit II. Erzsébet brit királynő 80. születésnapjának alkalmával adtak elő.
Az ötödik Harry Potter-film az előzőhöz hasonlóan pénzügyi siker volt: 332,7 millió dollár bevételt produkált a mozikba kerülést követő első hétvégén. Watson ebben az évben nyerte el a Legjobb női előadó-díjat, két színésztársával, Daniel Radcliffe-fel és Rupert Grinttel pedig otthagyták láb-, kéz- és pálcalenyomatukat Grauman Kínai Színháza előtt, Hollywoodban. Két, az interneten közzétett poszter, amin Harry hat iskolatársával látható, köztük Hermione Grangerrel, visszhangot váltott ki a médiában. Alapvetően ugyanolyan volt a két kép, de az egyik az IMAX-bemutatót reklámozta. Ezen az Emma Watson által életre keltett Hermione megjelenésén némileg változtattak: a mellei körvonalát manipulálták. A Warner képviselői később úgy nyilatkoztak az ominózus poszterről, hogy „Ez egy nem hivatalos poszter. Sajnálatos módon került fel az IMAX-weboldalra”.
A három főszereplő, Watson, Radcliffe és Rupert Grint kéz-, láb- és pálcalenyomatát hagyta a hollywoodi Grauman Kínai Színházban 2007. július 9-én. 2007 júliusában Watson elismerte, hogy a Harry Potter-sorozat már több mint 10 millió dollárt hozott a számára. 2010 februárjában ő kapta a legjobban fizetett női hollywoodi sztár titulust, miután bevételei becsült összege meghaladta a 19 millió dollárt, a Forbes magazin szerint.
A filmek sikeressége ellenére kétségek merültek fel a folytatást illetően, ugyanis a főszereplők esetlegesen más szerepekre is nyitottak lettek volna. Daniel Radcliffe végül 2007. március 2-án írta alá szerződését az utolsó két epizódra, Watson akkor azonban még lényegesen óvatosabban fogalmazott, úgy nyilatkozva, hogy ez további négyéves elkötelezettséget jelent egyetlen karakter iránt. Végül 2007. március 23-án ő is aláírta a szerződését, mondván, „ő sohasem hagyja el Hermione szerepét”.

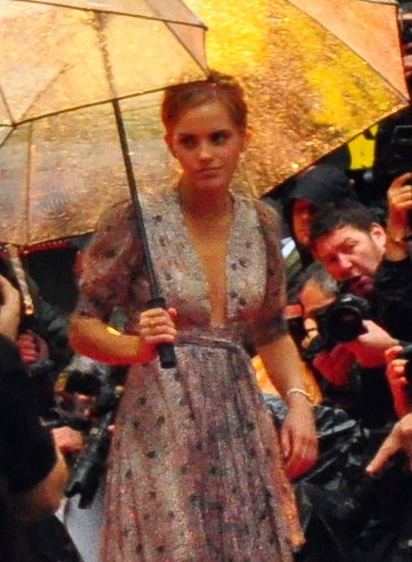
Watson a Harry Potter és a Félvér Herceg bemutatóján 2009 júliusában

Watson első nem Potter-szerepe a 2007-ben készült Balettcipő, amely Noel Streatfeild hasonló című könyvének filmes adaptációja volt. A film rendezője, Sandra Goldbacher úgy nyilatkozott, hogy ő volt a tökéletes választás a főszerepre. A filmet az Egyesült Királyságban Karácsony másnapján sugározták 5,7 millió nézővel és vegyes kritikai fogadtatással.

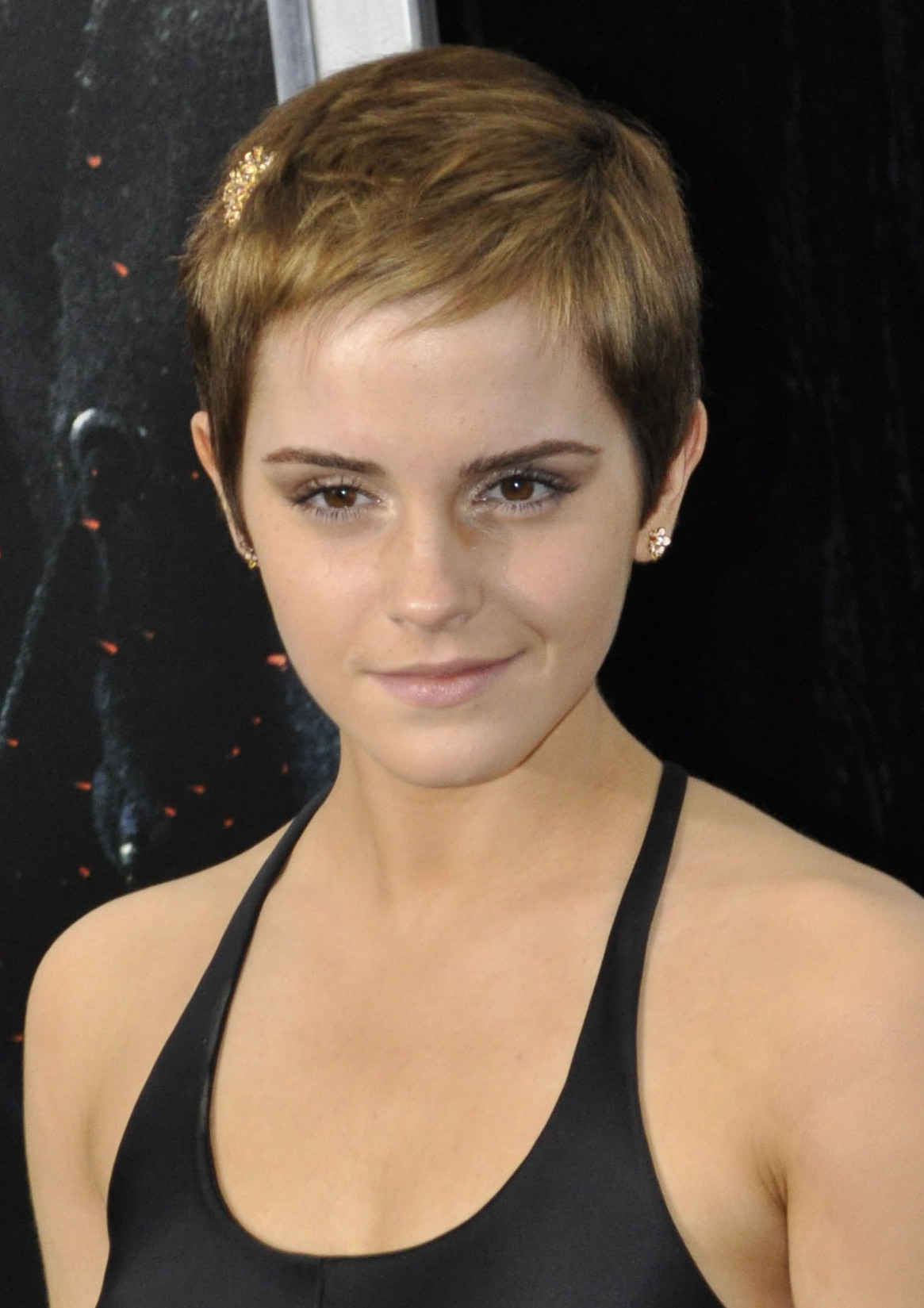
A Harry Potter és a Halál ereklyéi 1. New York-i bemutatóján 2010 novemberében

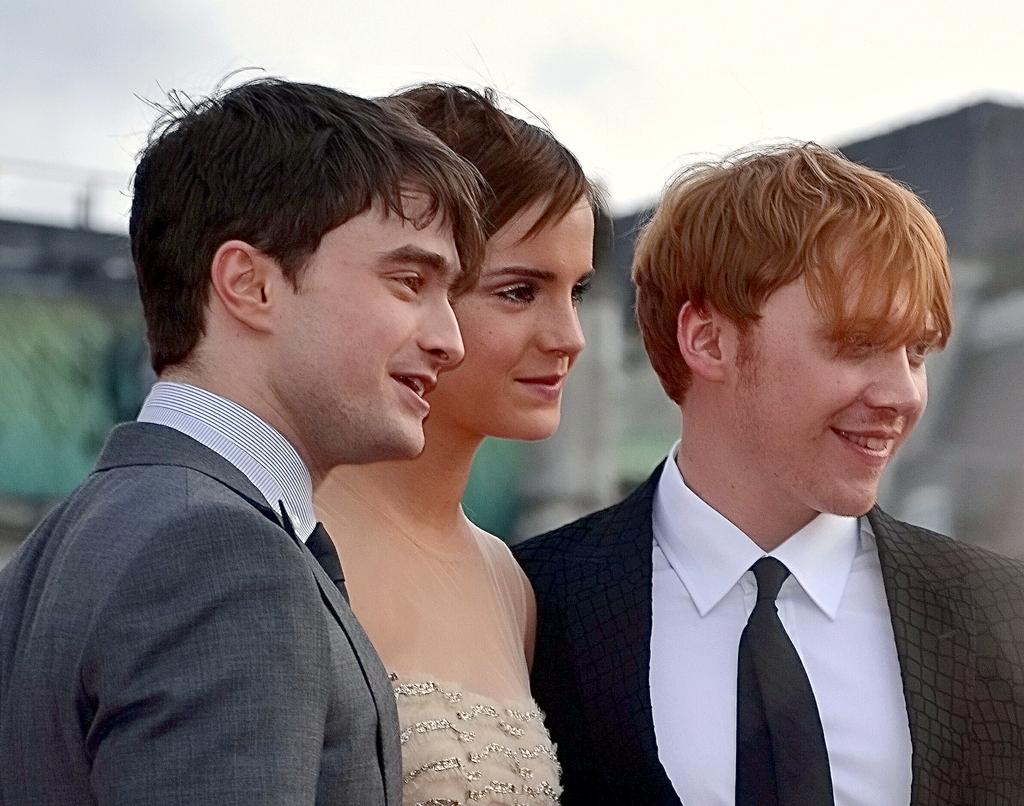
Watson Daniel Radcliffe (balra) és Rupert Grint társaságában a Harry Potter és a Halál ereklyéi 2. londoni bemutatóján 2011 júliusában

A Cincin lovag című animációs filmben a Borsó hercegnőnek kölcsönözte hangját, valamint együtt játszhatott a Potter-filmekből már ismert Robbie Coltrane-nel (Rubeus Hagrid). A film 2008 decemberében került filmvászonra, világszerte 87 000 000 dolláros bevételt termelve.
A hatodik Harry Potter-film forgatásai 2007 végén kezdődtek, de Watson jeleneteit csak december 18-tól 2008. május 17-ig vették fel. A Harry Potter és a Félvér Herceg premierjét 2009. július 15-én tartották, az eredeti 2008 decemberi időponthoz képest jelentős késéssel. A kritikusok ismét jól fogadták Watson alakítását. A The Washington Post „legbájosabb eddigi teljesítményének” írta le, míg a Daily Telegraph szerint a főszereplőkön „látszott a felszabadultság, a vágy, hogy ami még hátravan a sorozatból, az vászonra kerüljön”. 2008 decemberében Watson kijelentette, hogy a sorozat befejeztével egyetemre akar járni.
A Harry Potter és a Halál ereklyéi forgatásai 2009. február 18-án kezdődtek, és 2010. június 12-én értek véget. Az eredeti mű cselekményét pénzügyi és marketingcélokból kifolyólag két külön filmben adoptálták. A Harry Potter és a Halál ereklyéi első része 2010 novemberében, a második rész 2011 júliusában került a mozikba.
A Burberry 2010-es téli/nyári reklámkampánya alatt együtt forgatott George Craiggel, és feltűnt a One Night Only és a Say You Do not Want It című szám videóklipjében is. A Harry Potter filmek befejezése után az első szerepét az Egy hét Marilynnel című filmben kapta, mint Lucy, az asszisztens, aki néha kacérkodik a főszereplő Colin Clarkkal, és pár alkalommal randizik is vele.

### 2012–2017

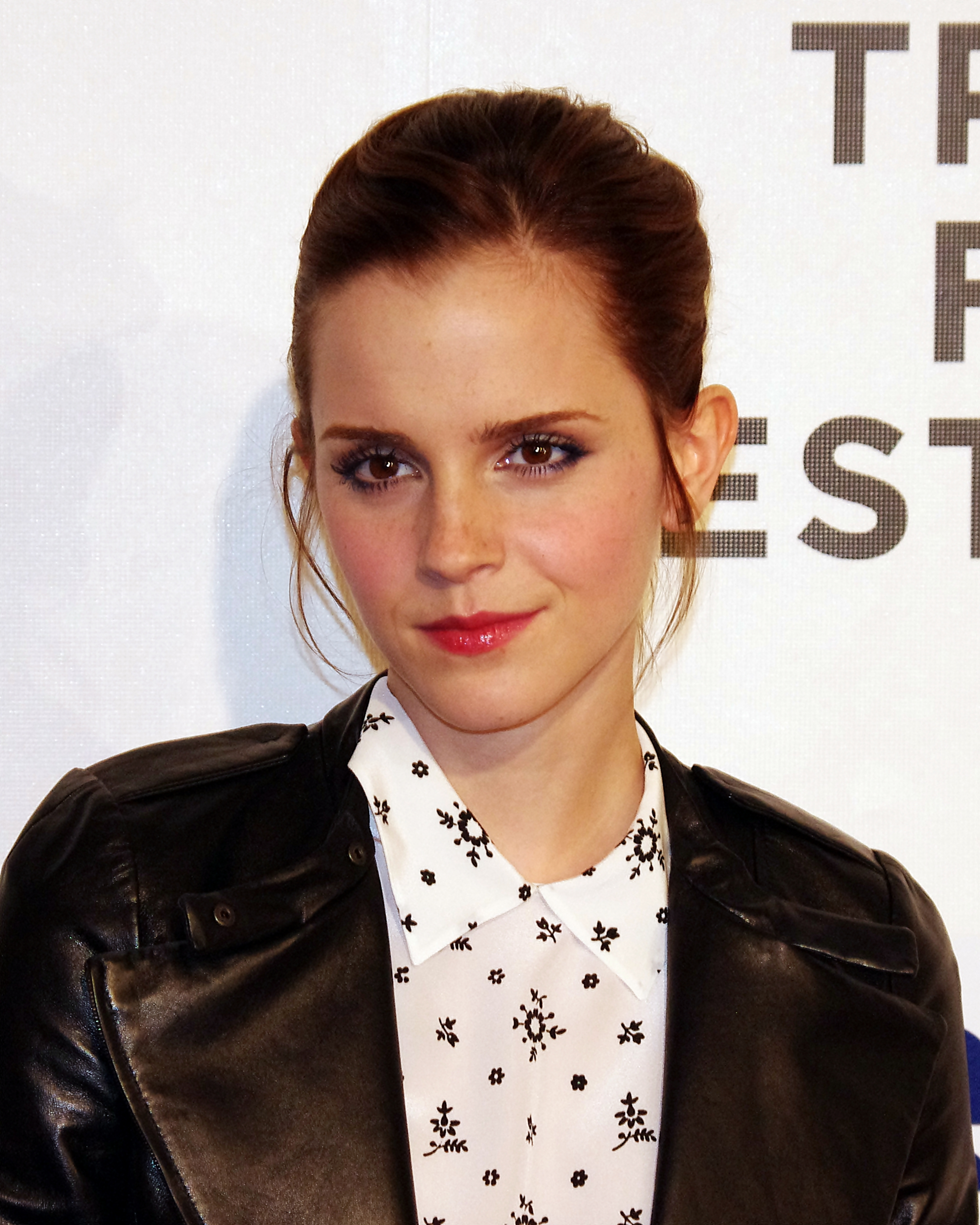
Watson 2012-ben a Tribeca filmfesztiválon

2010 májusában jelentették be, hogy Watson tárgyal az Egy különc srác feljegyzései című filmadaptáció szerepéről. A forgatások 2011 nyarán kezdődtek, és 2012 szeptemberében mutatták be a filmet.
A Lopom a sztárom című szatirikus bűnügyi filmben is szerepet kapott. A film cselekménye a valós Bling Ring rabláson alapul, Watson Alexis Neiers televíziós személyiséget formálta meg a vásznon, aki egyike volt a hét fiatalnak, akik részt vettek a rablásban. Bár a film vegyes kritikákat kapott, Watson játékát többnyire dicsérték Nicki szerepében. 2013-ban az Itt a vége című vígjátékban szerepelt, többek közt Seth Rogennel és James Francóval, önnönmagát alakítva. Később azt mondta, hogy nem akarta másnak átadni a lehetőséget, hogy komédiában játszhasson „és együtt dolgozhasson a világ jelenlegi legjobb humoristáival”.
2012 júniusában megerősítette, hogy elvállalta a felajánlott szerepet a Darren Aronofsky rendezte Noé című filmben. A forgatások már a következő hónapban elkezdődtek, a bemutatót 2014 márciusában tartották. 2013 márciusában arról lehetett olvasni, hogy őt szemelték ki a Hamupipőke címszerepére, miután Cate Blanchett elfogadta a gonosz mostoha szerepét. Watson végül visszautasította az ajánlatot, mondván nem tud azonosulni a karakterrel.
2012-ben kereste meg Emma Forrest, hogy szerepet szánna neki a memoárjának filmre vitelében, azonban abban az időben még szerződés kötötte a Potter-filmeket rendező David Yates-hez. Egy 2013-as interjúban jelentették be, hogy Stanley Tucci és Emily Blunt kapták a főszerepeket.
2013-ban David Heyman producerrel újra együtt dolgozva szerepelt a Queen of the Tearling című könyvtrilógia filmes adaptációjában, melyben a főhősnő Kelsea Glynnt alakította. A filmet a Warner Bros Productions forgalmazza. 2013 szeptemberében nyilvánossá vált, hogy Adena Halpern Míg fiatalok vagyunk című könyvének filmes adaptációjában a főszereplő nagymama unokáját alakítja. A film rendezője Stephen Chbosky, akivel Watson együtt dolgozott az Egy különc srác feljegyzéseinek forgatása alatt is. Októberben a GQ divatmagazin az év nőjének választotta, míg ugyanebben az évben egy olvasói szavazáson az év legszexisebb filmsztárjának is megválasztották, olyan hírességek előtt mint Scarlett Johansson és Jennifer Lawrence. A férfiaknál Benedict Cumberbatch lett az első.
2014-ben csatlakozott a Britannia-díj jelöltjeinek sorába, többek közt Judi Dench, Robert Downey Jr., Julia Louis-Dreyfus és Mark Ruffalo mellé. Az október 30-ai Los Angeles-i díjátadón az év művésze kategória győzteseként a díjat Millie-nek, a törpehörcsögének ajánlotta. Az állat a Harry Potter és a bölcsek köve forgatásai alatt pusztult el. 2015-ben két thrillerben is szerepet vállalt, de mind A kolónia, mind pedig a Regresszió negatív kritikában részesült.
2017-ben Belle szerepében látható a Disney A szépség és a szörnyeteg nagy sikerű klasszikus filmes adaptációjában Dan Stevens partnereként, aki a Szörnyeteget alakítja. A filmben, először pályája során, énekelnie is kell. Már 2015-ben aláírta szerződését A kör című thriller filmes adaptációjának egyik szerepére. A filmet Dave Eggers regénye alapján James Ponsoldt rendezte, a bemutatót április 28-ára tervezik. Watson partnere Tom Hanks.
2016 februárjában bejelentette, hogy a forgatások végeztével egyéves szünetet tart, hogy több ideje jusson magára, illetve aktivista tevékenységére.
A szépség és a szörnyeteg nagy sikert aratott mind a kritikusok, mind pedig a nézők körében, Watson játéka pedig újfent pozitív kritikát kapott. Az 1991-es egész estés rajzfilm élőszereplős remake-je 170 000 000 dolláral nyitott az amerikai mozikban, amivel megelőzte az összes többi élőszereplős Disney-filmet, és minden idők hetedik legjobb amerikai nyitóhétvégéjét könyvelhette el. Ezzel ez lett Watson legsikeresebb nyitánya, megelőzve a Harry Potter és a Halál ereklyéi 2. részét. A film Európában is nagy kasszasiker lett, 18 000 000 dolláros bevételével. Ezzel ellentétben A kör bukás lett, mindössze 9 000 000 dolláros nyitóhétvégét produkált Amerikában, a nézők és a kritikusok is csalódottságuknak adtak hangot, előbbiek a gyengének számító D+ osztályzatot adva a filmnek. Előbbi filmben nyújtott alakításáért a 2017-es MTV díjátadó-gálán ő vehette át az először kiosztott legjobb színész díjat, amelyet abban az évben első alkalommal ítéltek oda nemtől függetlenül, összevont kategóriában.

## Modellkedés és divat
Watson 2005-ben a Teen Vogue-ban, egy a kifejezetten tehetséges tiniket foglalkoztató magazinban kezdte modellkarrierjét. Pletykák szerint 2008-ban Keira Knightley helyére szerződtette volna a Coco Chanel divatház, de később ezt mindkét fél cáfolta. 2009 júniusában, több hónapnyi pletyka után megerősítette, hogy ő lesz a Burberry divatház őszi/téli kampányának az arca, amiért a hírek szerint hat számjegyű összeget kapott. A 2010-es tavaszi/nyári kampány során ismerkedett meg George Craiggel, aki később a párja lett. 2011 januárjában Watson elnyerte az Elle Style Icon díját, majd márciusban őt választották a Lancôme luxuskozmetikumokat forgalmazó cég arcának.
2009 szeptemberében bejelentették, hogy szerződést kötött a People Tree divatmárkával. A cégnél divattanácsadóként alkalmazták a 2010 februárjában megjelenő ruhakollekcióval kapcsolatban. Széles körű nyilvánosságot kapott együttműködése, többek közt írt róla a People, a Cosmopolitan és a Teen Vogue is. Watson a közreműködést fizetség nélkül vállalta. Később úgy nyilatkozottː „A divat egy nagyszerű módja, hogy lehetővé tegye az emberek számára, hogy fejlesszék készségeiket; emellett jótékonysági vásárlásokkal nyújthatsz támogatást, ami büszkévé tesz”; majd hozzátette, „Azt hiszem, az olyan fiatalok, mint én, egyre inkább tisztában vannak a humanitárius kérdésekkel a divattal kapcsolatban és szeretnék a lehető legjobb és leggyorsabb döntést meghozni”.
Ezt követően részt vett a People Tree 2010 őszi/téli kollekciójának a piacra dobásában is.
Rendszeres támogatja a jótékonysági szervezeteknek és azok akcióinak. 2013-ban az egyébként filmes szerepekben visszafogott színésznő jótékony célból több más hírességgel együtt a Global Green USA & Natural Beauty kampányt támogatva levetkőzött és megmutatta a nagyvilágnak bájait.
2014-ben elnyerte a British Fashion Awards legjobb stílusú brit címét, olyan divatikonokat megelőzve mint David Beckham, Amal Clooney, Kate Moss és Keira Knightley.

## Tanulmányai

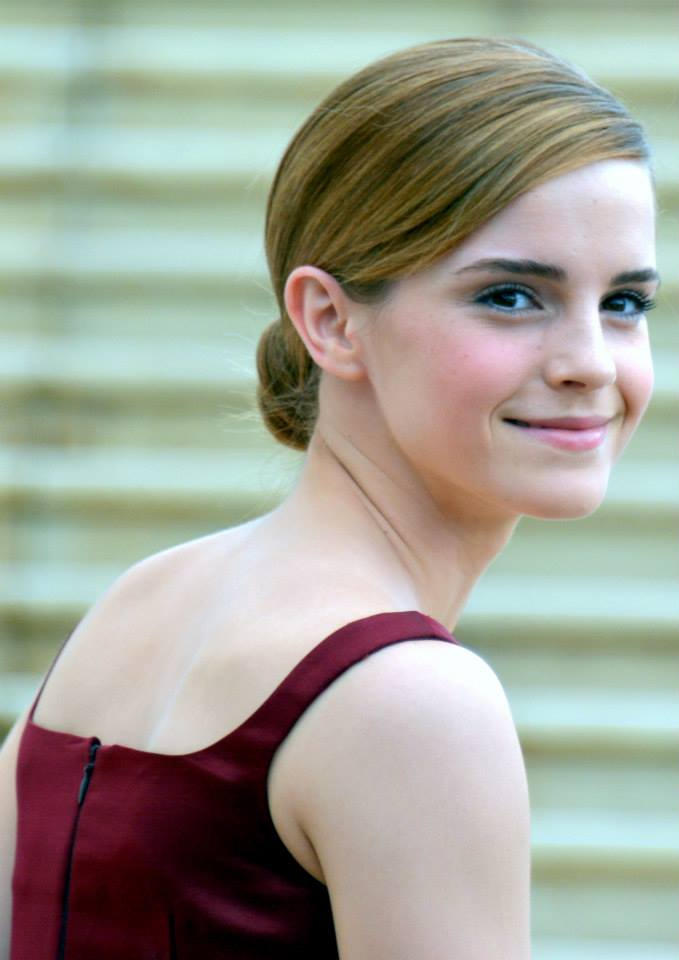
Watson a 2013-as cannes-i fesztiválon

Iskolái elvégzése után egy évet halasztott, főként mert 2009 februárjában kezdődtek a Harry Potter és a Halál ereklyéinek forgatásai, de többször elmondta, hogy folytatni szeretné tanulmányait. Később megerősítette, hogy a Providencebeli Brown Egyetem tanulója lesz. Tizennyolc hónap után, 2011 márciusában úgy döntött, hogy egy vagy két félévet halaszt, bár közben az oxfordi Worcester College „látogató diákja” maradt a 2011–12-es tanévben.
Ellen DeGeneres televíziós műsorvezető műsorában egy alkalommal úgy nyilatkozott, hogy az érettségije is öt évbe tellett a szokásos négy helyett, ugyanis a próbák és a forgatások miatt egy teljes évet „kidobott”. 2014. május 25-én a Brown Egyetemen diplomázott angol irodalomból. 2013-ban jóga és meditációs oktatói papírt szerzett. Ennek a kurzusnak a részeként részt vett egy egyhetes meditációs gyakorlaton egy kanadai létesítményben, melynek során a lakosok nem szólhattak egymáshoz, mondván így megtalálják, „hogy leljenek otthonra magukban”. Később úgy nyilatkozott az Elle Ausztráliának, hogy ez a bizonytalan jövőkép elleni legjobb mód, minek következtében biztonságban érezheti magát és megtalálja saját magával lelki egyensúlyát.

## Magánélete
Bár Watson elmondása szerint nagyon szeret játszani, mégsem akarja abbahagyni az iskolát a színészet miatt. „Az emberek nem értik, hogy miért nem akarom megtenni… az iskolának köszönhetően kapcsolatban tudok maradni a barátaimmal és a valósággal.” Nagyon boldog, hogy a filmeknek köszönhetően jó barátságba került Daniel Radcliffe-fel, Rupert Grinttel, és Tom Feltonnal, a barátságukat igen nagyra értékeli.
Partnere volt, George Craig, a One Night Only zenekar énekese, akit a Burberryben ismert meg.
A Noé forgatása alatt, amikor rákérdeztek a film témája apropóján, úgy nyilatkozott, hogy hisz a spirituális dolgokban.

## Aktivistaként a nők egyenjogúságáért
Watson Bangladesben és Zambiában is segítette a lányok és nők oktatását. 2014 júliusában nevezték ki az UN Women nevű nemek közötti egyenlőségért küzdő szervezet jószolgálati nagykövetének. Ez év szeptemberében ő tartotta a HeForShe nevű kampány nyitóbeszédét az ENSZ New York-i székhelyén, melyben felszólította a férfiakat, hogy támogassák a nemek közti egyenlőséget. Beszédében elmondta, hogy már nyolcévesen megkérdőjelezte a nemi alapú megkülönböztetéseket. Sokan feminista beszédnek tartották, miben kijelentette: a feminizmus „az a nézet, hogy a férfiaknak és a nőknek egyenlő jogokat és lehetőségeket kell élvezniük”, és a „férfigyűlölet” gondolatának „véget kell vetni”. Watson később úgy nyilatkozott, hogy beszéde után 12 órával többször is megfenyegették. „Ha ettől a munkától akartak elijeszteni, akkor épp az ellenkezőjét érték el”. 2014 decemberében harcos kiállását elismerve az amerikai Ms. Foundation for Women és a Cosmopolitan magazin közös online szavazásán megválasztották az év feminista sztárjának.
2015 januárjában a Világgazdasági Fórum éves téli ülésén beszédet mondott a nők egyenjogúságáról, a nemek közti egyenlőség fontosságáról. Ez év szeptemberében Watson Uruguayban járt, ahol kiemelte a nők politikában való részvételének fontosságát. Az AskMen internetes férfiportál a „Top 99 kiemelkedő nő 2015” nevű szavazásán az első helyre jelölte. A Time 100 100 legbefolyásosabb embert felsoroló listáján a 26. helyen szerepelt, a New York Times szerkesztője, Jill Abramson pedig „okosnak és bátornak” jellemezte, aki erőfeszítéseket tesz a feminizmus terén, szavai pedig „frissítőleg” hatnak a férfiakra is.
Malála Júszafzai emberjogi aktivista ebben az évben azt mondta, hogy Watson beszédének meghallgatása után lett igazi feminista.
Rendszeresen olvas könyveket és 2016 januárjától a feminista Goodreads weboldalon havonta, míg saját könyvklubjában az Our shared shelf magyarul a megosztott könyvespolcunkban hetente ajánl egy olyan könyvet, ami általában a női egyenjogúsággal foglalkozik. Minden hónap témáját egy adott könyv szolgáltatja, az első ilyen könyv Gloria Steinem feminista aktivista és újságíró My life on the Road című műve volt, akivel Watson február 24-én interjút is készített.
2017 márciusában a Vanity Fairben megjelent egy fotósorozat, amiben Watson többet mutatott magából, mint sokak szerint az egy feministától elvárható lenne. Nagy felháborodást okozott félig fedetlen keble, illetve, hogy egy interjúban igencsak intim témákról beszélt. Erről ő úgy nyilatkozott, hogy a feminizmus a szabadságról szól és arról, hogy választási lehetőséget adunk a nők kezébe. Ezért ha akar, akár le is vetkőzhet, szerinte ezekről tudni kell beszélni, mert éppen ideje lerombolni a falakat az ilyen „tabu témák” körül.
2018 februárjában 1 000 000 fonttal támogatta a szexuális zaklatás elleni harcot.

## Filmográfia

### Film
| Év   | Magyar cím                          | Eredeti cím                                   | Szerep                      | Magyar hang    | Rendező              |
| ---- | ----------------------------------- | --------------------------------------------- | --------------------------- | -------------- | -------------------- |
| 2001 | Harry Potter és a bölcsek köve      | Harry Potter and the Sorcerer’s Stone         | Hermione Granger            | Szabó Luca     | Chris Columbus       |
| 2002 | Harry Potter és a Titkok Kamrája    | Harry Potter and the Chamber of Secrets       | Hermione Granger            | Szabó Luca     | Chris Columbus       |
| 2004 | Harry Potter és az azkabani fogoly  | Harry Potter and the Prisoner of Azkaban      | Hermione Granger            | Szabó Luca     | Alfonso Cuarón       |
| 2005 | Harry Potter és a Tűz Serlege       | Harry Potter and the Goblet of Fire           | Hermione Granger            | Szabó Luca     | Mike Newell          |
| 2007 | Harry Potter és a Főnix Rendje      | Harry Potter and the Order of the Phoenix     | Hermione Granger            | Szabó Luca     | David Yates          |
| 2008 | Cincin lovag                        | The Tale of Despereaux                        | Borsószem hercegnő (hangja) | Csifó Dorina   | Sam Fell             |
| 2008 | Cincin lovag                        | The Tale of Despereaux                        | Borsószem hercegnő (hangja) | Csifó Dorina   | Robert Stevenhagen   |
| 2009 | Harry Potter és a Félvér Herceg     | Harry Potter and the Half-Blood Prince        | Hermione Granger            | Szabó Luca     | David Yates          |
| 2010 | Harry Potter és a Halál ereklyéi 1. | Harry Potter and the Deathly Hallows: Part I  | Hermione Granger            | Szabó Luca     | David Yates          |
| 2011 | Harry Potter és a Halál ereklyéi 2. | Harry Potter and the Deathly Hallows: Part II | Hermione Granger            | Szabó Luca     | David Yates          |
| 2011 | Egy hét Marilynnel                  | My Week with Marilyn                          | Lucy                        | Csuha Borbála  | Simon Curtis         |
| 2012 | Egy különc srác feljegyzései        | The Perks of Being a Wallflower               | Samantha "Sam" Button       | Szabó Luca     | Stephen Chbosky      |
| 2013 | Lopom a sztárom                     | The Bling Ring                                | Nicki                       |                | Sofia Coppola        |
| 2013 | Itt a vége                          | This Is the End                               | önmaga                      | Szabó Luca     | Evan Goldberg        |
| 2013 | Itt a vége                          | This Is the End                               | önmaga                      | Szabó Luca     | Seth Rogen           |
| 2014 | Noé                                 | Noah                                          | Ila                         | Földes Eszter  | Darren Aronofsky     |
| 2015 | A kolónia                           | Colonia                                       | Lena                        | Szabó Luca     | Florian Gallenberger |
| 2015 | Regresszió                          | Regression                                    | Angela Gray                 |                | Alejandro Amenábar   |
| 2017 | A szépség és a szörnyeteg           | Beauty and the Beast                          | Belle                       | Kardos Eszter  | Bill Condon          |
| 2017 | A kör                               | The Circle                                    | Mae Holland                 | Mórocz Adrienn | James Ponsoldt       |
| 2019 | Kisasszonyok                        | Little Women                                  | Meg March                   | Szabó Luca     | Greta Gerwig         |

### Televízió
| Év   | Magyar cím                                         | Eredeti cím                                       | Szerep         | Megjegyzések |
| ---- | -------------------------------------------------- | ------------------------------------------------- | -------------- | ------------ |
| 2007 | Balettcipők                                        | Ballet Shoes                                      | Pauline Fossil | tévéfilm     |
| 2015 | A Dibley-i lelkész                                 | The Vicar of Dibley                               | Iris           | 1 epizód     |
| 2022 | Harry Potter 20. évforduló – Visszatérés Roxfortba | Harry Potter 20th Anniversary: Return to Hogwarts | önmaga         | különkiadás  |

## Díjai és elismerései
| Év   | Díj                                       | | Film                                | Eredmény |
| ---- | ----------------------------------------- | --- | ----------------------------------- | -------- |
| 2002 | Szaturnusz-díj                            | Legjobb fiatal színész                                                                                  | Harry Potter és a bölcsek köve      | Jelölve  |
| 2002 | Phoenix Film Critics Society Awards       | Legjobb fiatal teljesítmény                                                                             | Harry Potter és a bölcsek köve      | Jelölve  |
| 2002 | Empire Awards                             | Legjobb bemutatkozás (Daniel Radcliffel és Rupert Grinttel megosztva)                                   | Harry Potter és a bölcsek köve      | Jelölve  |
| 2002 | Young Artist Award                        | Legjobb játékfilmes alakítás                                                                            | Harry Potter és a bölcsek köve      | Elnyerte |
| 2002 | Young Artist Award                        | (megosztva Rupert Grinttel és Tom Feltonnal)                                                            | Harry Potter és a bölcsek köve      | Jelölve  |
| 2003 | Phoenix Film Critics Society Awards       | | Harry Potter és a Titkok Kamrája    | Jelölve  |
| 2003 | Phoenix Film Critics Society Awards       | Legjobb fiatal fő vagy mellékszerep – női                                                               | Harry Potter és a Titkok Kamrája    | Elnyerte |
| 2005 | Broadcast Film Critics Association Awards | Legjobb fiatal színész                                                                                  | Harry Potter és az azkabani fogoly  | Jelölve  |
| 2006 | Broadcast Film Critics Association Awards | Legjobb fiatal színész                                                                                  | Harry Potter és a Tűz Serlege       | Jelölve  |
| 2006 | Australian Kids’ Choice Awards            | Kedvenc fiatal filmsztár                                                                                | Harry Potter és a Tűz Serlege       | Jelölve  |
| 2006 | MTV Movie Awards                          | MTV Movie díj a legjobb filmes párosnak                                                                 | Harry Potter és a Tűz Serlege       | Jelölve  |
| 2007 | National Movie Awards                     | Legjobb női alakítás                                                                                    | Harry Potter és a Főnix Rendje      | Elnyerte |
| 2008 | Empire Awards                             | Legjobb színész                                                                                         | Harry Potter és a Főnix Rendje      | Jelölve  |
| 2010 | People’s Choice Awards                    | Kedvenc csapat                                                                                          | Harry Potter és a Félvér Herceg     | Jelölve  |
| 2010 | MTV Movie Awards                          | Legjobb női alakítás                                                                                    | Harry Potter és a Félvér Herceg     | Jelölve  |
| 2010 | Teen Choice Awards                        | Legjobb fantasy színész                                                                                 | Harry Potter és a Félvér Herceg     | Jelölve  |
| 2011 | Capri filmfesztivál                       | | Egy hét Marilynnel                  | Elnyerte |
| 2011 | Kids’ Choice Awards                       | Kedvenc mozis színész                                                                                   | Harry Potter és a Halál ereklyéi 1. | Jelölve  |
| 2011 | People’s Choice Awards                    | Kedvenc mozis sztár (25 alatti kategória)                                                               | Harry Potter és a Halál ereklyéi 1. | Jelölve  |
| 2011 | Empire Awards                             | Legjobb színész                                                                                         | Harry Potter és a Halál ereklyéi 1. | Jelölve  |
| 2011 | National Movie Awards                     | Az év alakítása                                                                                         | Harry Potter és a Halál ereklyéi 1. | Jelölve  |
| 2011 | MTV Movie Awards                          | Legjobb női alakítás                                                                                    | Harry Potter és a Halál ereklyéi 1. | Jelölve  |
| 2011 | MTV Movie Awards                          | Legjobb csók (Daniel Radcliffel megosztva)                                                              | Harry Potter és a Halál ereklyéi 1. | Jelölve  |
| 2011 | MTV Movie Awards                          | Legjobb harcjelenet (megsoztva Daniel Radcliffel, Rupert Grinttel, Arben Bajraktarajjal és Rod Hunttal) | Harry Potter és a Halál ereklyéi 1. | Jelölve  |
| 2011 | Teen Choice Awards                        | Legjobb sci-fi/fantasy színésznő                                                                        | Harry Potter és a Halál ereklyéi 1. | Elnyerte |
| 2011 | Teen Choice Awards                        | | Harry Potter és a Halál ereklyéi 1. | Elnyerte |
| 2011 | Teen Choice Awards                        | Choice Summer Movie: Női kategória                                                                      | Harry Potter és a Halál ereklyéi 2. | Elnyerte |
| 2012 | Kid’s Choice Awards                       | Kedvenc mozis színész                                                                                   | Harry Potter és a Halál ereklyéi 2. | Jelölve  |
| 2012 | People’s Choice Awards                    | [ 129 ]                                                                                                 | Harry Potter és a Halál ereklyéi 2. | Elnyerte |
| 2012 | People’s Choice Awards                    | Kedvenc mozis színész (25 év alatti kategória)                                                          | Harry Potter és a Halál ereklyéi 2. | Jelölve  |
| 2012 | Nickelodeon Kids’ Choice Awards           | Kedvenc mozis színész                                                                                   | Harry Potter és a Halál ereklyéi 2. | Jelölve  |
| 2012 | Szaturnusz-díj                            | Legjobb női mellékszereplő                                                                              | Harry Potter és a Halál ereklyéi 2. | Jelölve  |
| 2012 | MTV Movie Awards                          | Legjobb női alakítás                                                                                    | Harry Potter és a Halál ereklyéi 2. | Jelölve  |
| 2012 | MTV Movie Awards                          | Legjobb csók (megosztva Rupert Grinttel)                                                                | Harry Potter és a Halál ereklyéi 2. | Jelölve  |
| 2012 | MTV Movie Awards                          | Legjobb színész (megosztva Daniel Radcliffel, Rupert Grinttel és Tom Feltonnal)                         | Harry Potter és a Halál ereklyéi 2. | Elnyerte |
| 2012 | Phoenix Film Critics Society Awards       | Legjobb női mellékszereplő                                                                              | Egy különc srác feljegyzései        | Jelölve  |
| 2012 | San Diego Film Critics Society Awards     | Legjobb női mellékszereplő                                                                              | Egy különc srác feljegyzései        | Elnyerte |
| 2012 | San Diego Film Critics Society Awards     | [ 130 ]                                                                                                 | Egy különc srác feljegyzései        | Elnyerte |
| 2012 | Boston Society of Film Critics Awards     | Legjobb női mellékszereplő                                                                              | Egy különc srác feljegyzései        | Döntős   |
| 2013 | People’s Choice Awards                    | Kedvenc drámai mozis színész                                                                            | Egy különc srác feljegyzései        | Elnyerte |
| 2013 | MTV Movie Awards                          | Legjobb női alakítás                                                                                    | Egy különc srác feljegyzései        | Jelölve  |
| 2013 | MTV Movie Awards                          | Legjobb csók (megosztva Logan Lermannal)                                                                | Egy különc srác feljegyzései        | Jelölve  |
| 2013 | MTV Movie Awards                          | Legjobb musical jelenet (megosztva Logan Lermannal és Ezra Millerrel)                                   | Egy különc srác feljegyzései        | Jelölve  |
| 2013 | MTV Movie Awards                          | MTV Úttörő díj                                                                                          | Egy különc srác feljegyzései        | Elnyerte |
| 2013 | Teen Choice Awards                        | Legjobb drámai színész                                                                                  | Egy különc srác feljegyzései        | Elnyerte |
| 2013 | Teen Choice Awards                        | (Logan Lermannal megosztva)                                                                             | Egy különc srác feljegyzései        | Jelölve  |
| 2013 | Teen Choice Awards                        | Stílus ikon                                                                                             |                                     | Jelölve  |
| 2014 | People’s Choice Awards                    | Kedvenc komikus mozis színész                                                                           | Itt a vége                          | Jelölve  |
| 2014 | Teen Choice Awards                        | Legjobb mozis színész: dráma kategória                                                                  | Noé                                 | Jelölve  |
| 2014 | Britannia-díj                             | British Artist of the Year                                                                              |                                     | Elnyerte |
| 2014 | British Fashion Awards                    | Legjobb stílusú brit                                                                                    |                                     | Elnyerte |
| 2017 | MTV Movie Awards                          | Legjobb színész                                                                                         | A szépség és a szörnyeteg           | Elnyerte |
| 2017 | MTV Movie Awards                          | Legjobb csók (megosztva Dan Stevensszel)                                                                | A szépség és a szörnyeteg           | Jelölve  |

## Galéria

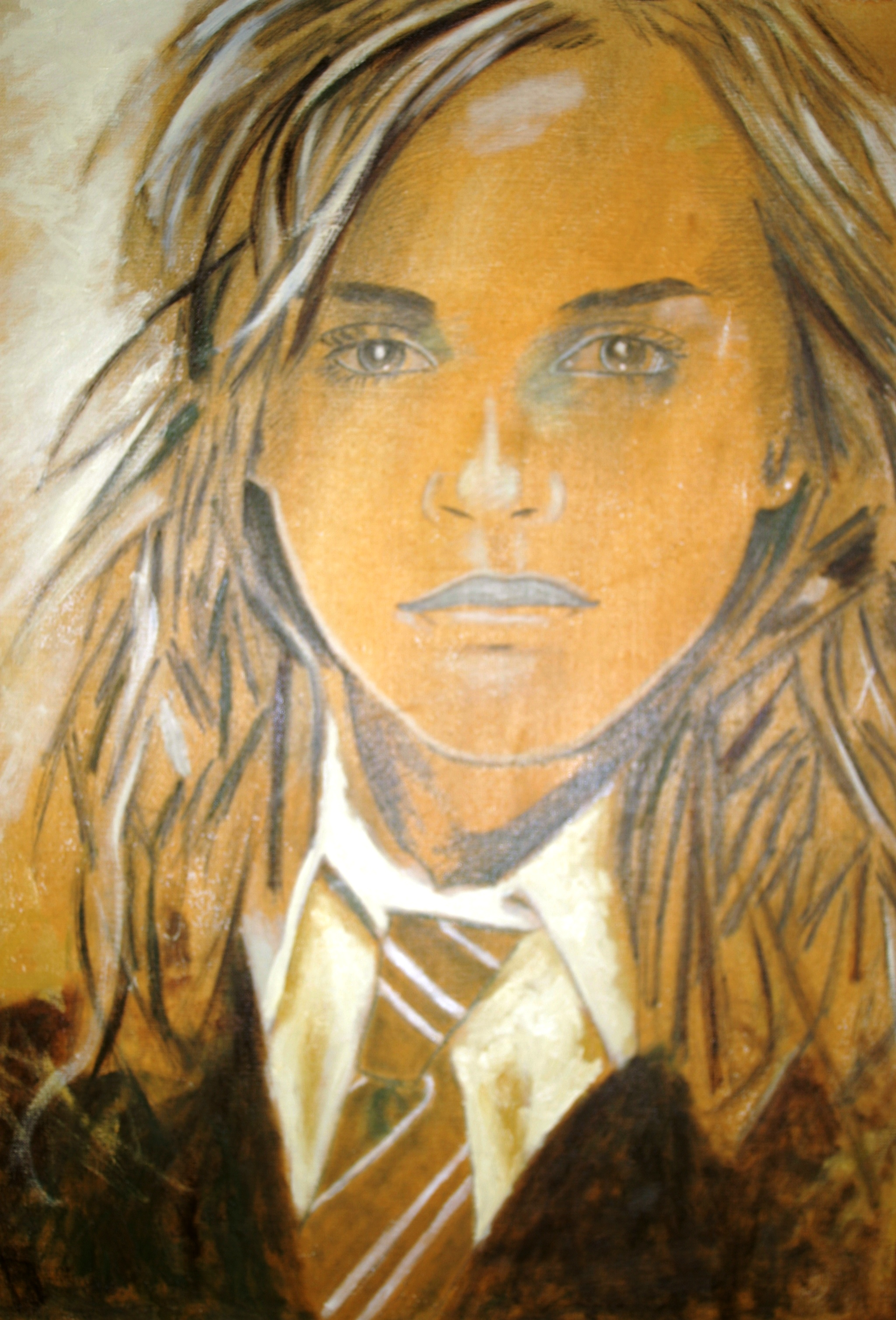
Emma Watson (Vári Zsolt festménye)
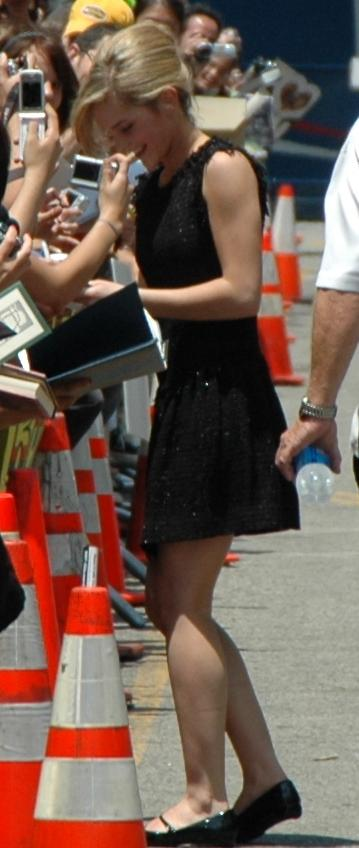
A Grauman’s Chinese Theatre-nél, 2007

## Fordítás
Ez a szócikk részben vagy egészben  az   Emma Watson című angol Wikipédia-szócikk ezen változatának fordításán alapul.  Az eredeti cikk szerkesztőit annak laptörténete sorolja fel. Ez a jelzés csupán a megfogalmazás eredetét és a szerzői jogokat jelzi, nem szolgál a cikkben szereplő információk forrásmegjelöléseként.